# NCIS:LA 〜極秘潜入捜査班
『NCIS:LA 〜極秘潜入捜査班』（エヌシーアイエス エルエー ごくひせんにゅうそうさはん、原題：NCIS: Los Angeles）は、2009年からアメリカで放送されている海外テレビドラマシリーズ。『NCIS 〜ネイビー犯罪捜査班』のスピンオフとして制作され、『ネイビー犯罪捜査班』のシーズン6内でパイロット版が2話分前後編として制作、放送された。
日本ではFOXチャンネルで2010年12月9日より放送が開始された。またFOXチャンネルとAXNの合同企画である『HAWAII FIVE-0』とのクロスオーバー・エピソードの放送で、シーズン3・第21話（通算第69話）のみ2012年8月18日にAXNで吹替版が放送された。
地上波では、テレビ東京で『ランチチャンネル』→『海外ドラマセレクション』（月 - 木曜日12:30 - 13:25枠→月 - 金曜日12:40 - 13:35枠）において2013年2月18日から4月1日までシーズン1、2013年9月25日から11月14日までシーズン2、2014年2月10日から3月20日までシーズン3（第21話を除く）、2015年4月27日と4月28日には『HAWAII FIVE-0』とのクロスオーバー・エピソード（4月27日は『HAWAII FIVE-0』シーズン2・第21話、4月28日は本作シーズン3・第21話）、2018年3月7日から4月10日までシーズン4がそれぞれ吹替版で放送され、2018年10月15日から11月15日までシーズン5が吹替版で放送された。2016年4月よりシーズン1がBSのDlifeで放送開始された。
なお、DVDでは『ロサンゼルス潜入捜査班 NCIS: Los Angels』のタイトルでリリースされている。
2023年1月22日　シーズン14をもって番組が終了すると発表された

## 解説
アメリカ海軍やアメリカ海兵隊の将兵が関わる事件を扱う海軍犯罪捜査局(Naval Criminal Investigative Service,略称NCIS)ロサンゼルス支局を舞台にした犯罪捜査ドラマである。『ネイビー犯罪捜査班』が検視や科学捜査をベースに捜査を展開する作品であるのに対して、本作は潜入捜査（Undercover）をテーマとしており、銃撃戦や爆発などの派手な演出や、防諜活動に特化した描写が特徴。また、本作には『ネイビー犯罪捜査班』の主要登場人物もゲスト出演している。

## 登場人物

### 主要レギュラー
G・カレン ( "G" Callen)
演 - クリス・オドネル、日本語吹替 - 森川智之
OSP（スペシャル・プロジェクトオフィス、Office of Special Projects）特別捜査官現場対応チーム主任。潜入捜査のプロであり、架空、実在に関わらず様々な人物に成り済ますことを得意とする。
孤児として育ち、様々な里親の元を長くても三ヶ月で転々としており、その総数は37にのぼる。どんな形であれ孤児や里親といった話題が挙がるといい顔をしない。その生まれ育ちから、物に執着しない簡素な生活とジャンクフードを好んでいる。NCISへ入る前は司法省の麻薬取締局に勤めており、捜査官としての経歴は長い。更にCIAの局員とも顔見知りであり、JAG（アメリカ海軍法務部）内では実在するのかもわからない潜入捜査官「ただのG」と半ば伝説的に噂されている。その経歴には謎が多く、生まれや何故名前が「G」一文字なのかは本人すら知らず、ずっと調べ続けている。そのためそれらのことが絡むと冷静さを失い、独断専行することが多くヘティやチームのメンバーに心配されている。NCIS本部のギブスとは親しいようであり（少なくとも一緒に仕事をしたことがあるようである）、カレンが何かを探し続けていることを知っていた。何者かにずっと監視され続けており、それを感じて何度も住居を変えオフィスやサムの家に泊まりこむことも多かった。後にヘティの紹介で、かつて里子として最も長くいた家に住むことになった。そしてカレンの祖父(ジョージ・カレン)元OSS(CIAの前身である)がルーマニア系マフィア＝コメスク一族の当時のリーダーを殺害したことによるコメスク一族代々の私怨により、カレンが幼少のときに自身の母親元CIAの(クララ)を殺害されていたことを思い出す。後のエピソードで、父親のニキータから本名がグリーシャ・アレクサンドロヴィチ・ニコラエフ（Grisha Aleksandrovich Nikolaev）であると告げられる。同母姉に幼少期に水難事故で亡くなったエイミーが、異母妹にアレクサンドラ・“アレックス”・レイノルズとその息子ジェイクがいる。
『HAWAII FIVE-0』シーズン2の第21話のクロスオーバーエピソードにゲスト出演している。
サミュエル・“サム”・ハンナ (Samuel "Sam" Hanna)
演 - LL・クール・J、日本語吹替 - 大川透（シーズン1-5#1）→小原雅人（シーズン5#2-）
OSP特別捜査官現場対応チーム上級捜査官。アフリカ系アメリカ人。海軍の対テロ特殊部隊SEAL・チーム6（特殊戦開発グループ）出身の元上級兵曹長で、今でも隊員であったことを誇りに思っている。特殊技能を活かし爆弾の解除を頻繁に行っている。SEAL隊員の間では凄腕として伝説的な存在になっており、SEALに関連したエピソードではその立場を捜査や交渉に活かす事もある。
父親は海兵隊員であり、息子にも海兵隊に入隊する事を希望していたが、サムは海兵隊ではなく海軍を選んだ。数学オタクで頭の回転が速く、ありとあらゆる事柄に通じているきれもの。アサイーボウルやスムージーを好むなど健康志向で、肉の焼き方に至るまで生活全般にこだわりがあり、身につけるものは専門の職人をひいきにしている等、生活スタイルはカレンとは対照的。大柄で筋肉質な体格と知的な言動に似合わずピエロが大の苦手で、カレンからはそれをネタに毎回イジられている。捜査車両はダッジ・チャレンジャー(SRT8、ヘルキャット)で、サムが代々のモデルを乗り継いでおり、他のチームメイトには自分が意識を失っている時以外は絶対にハンドルを握らせない。イスラム教徒でもあり、中東文化に通じていてアラビア語やクルアーンにも詳しく、その知識を捜査に役立てることもある。かつてソマリアでの任務の際に殺した民兵の息子であるモーをアメリカに連れてきて面倒を見ていたが、父親を殺した事実を知られてしまい決別される。その後ある事件で和解するが、改心したモーが刑務所でテロリストに殺されてしまうという悲劇に見舞われた。既婚者で妻のミシェルとの間に息子（エイデン）と娘（キャムラン）がいる。
『HAWAII FIVE-0』のマクギャレット少佐とはSEAL時代の同僚であり友人。『HAWAII FIVE-0』シーズン2の第21話のクロスオーバーエピソードにゲスト出演している。
ヘンリエッタ・“ヘティ”・ラング (Henrietta "Hetty" Lange)
演 - リンダ・ハント、日本語吹替 - 一城みゆ希 (シーズン1-5)
OSP管理部長。愛称は「ヘティ」。情報管理や、小型カメラから衣装といった潜入用の小道具の用意などでチームをサポートしている。潜入捜査官達を我が子の様に心配しているが、何事にもやり手でOPS内では畏怖されている。
若い頃にはCIA諜報員として様々な任務をこなしてきたようで、各国のVIPから工作員に至るまで幅広い人脈を持っていたり、銃の扱いにも詳しい。日本語を含めあらゆる言語を話すことが出来る。その立場や落ち着いた物腰と地獄耳はチームから恐れられている。お茶を嗜む一方でレディ・ガガのファンであるなど、多彩な趣味を持つ。仏教や剣道などアジアの文化にも通じており、デスクの上にはそろばんを置いている。さらに航空機の操縦技能も持っているが、着陸は得意ではない模様。前線を退いても諜報能力はいまだに健在で、FBIとの捜査権限をめぐって衝突した際に捜査権限を主張していたFBI捜査官のプロフィールを即座に調べ上げただけでなく脅迫材料を見つけ出し、捜査権限を手に入れたり、ワシントンの高官の弱みを握っており、チームの危機の際にはそれらを暴露すると脅して任務に権限を付与させたり、部隊を動かして援護させたりしている。武器室のガラスケースには往年のスパイ道具の数々を保管してあり、必要に応じて手の平サイズの拳銃などを取り出して使用したり、チームメンバーに持たせたりしている。シーズン2終盤では一時的に辞職したが、シーズン3序盤で復帰。
『SCORPION/スコーピオン』シーズン1第6話にゲスト出演している。
ケンジー・ブライ (Kensi Blye)
演 - ダニエラ・ルーア、日本語吹替 - 木下紗華 / 田中敦子
OSP特別捜査官現場対応チーム捜査官で紅一点。ファッションモデルから清掃員まで、幅広い潜入捜査を得意としている(高校の教師だけはトラウマがあるため潜入捜査を拒否している)。父親が海兵隊勤務だったために幼い頃は海外に住んでおり、そのため語学に堪能でポルトガル語とスペイン語が話せる。
本家「NCIS」のギブス同様、狙撃技能に秀でており、スナイパーとして活躍する場面も多い。車の運転が強引なので、助手席に乗ったカレンやディークスは車酔いしたり叫んだりする。好きな映画は『タイタニック』。思い出の品を捨てられずに貯め込む癖がある。自室は見た者が呆れるほど散らかっており、ディークスにはそれをネタによくからかわれている。散らかった机の上でグレープフルーツを汁を飛ばしながら剥くなど大雑把な一面がある。また文句をいいながら自分を褒める 癖もあり、カレンには「謙虚な自慢」サムには「ケンジーの悪い癖」と揶揄されている。海兵隊員だった父親を何者かに殺害されており、その事件を調べるために連邦捜査官になった。母親のジュリアとは長い間絶縁関係にあったが、父親の事件解決後に和解した。かつて婚約者がおり、その人物は死んだと思われていたが、アフガニスタンで「ホワイト・ゴースト」と言う名で暗殺のターゲットとなっていた。他にも昔の交際相手が核攻撃を企む集団の実行グループになり、最終的に自分の手で殺害しなければならなくなるなど、男運に恵まれない境遇。『HAWAII FIVE-0』シーズン2第6話（第30話）と同じくシーズン2の第21話（第45話）のクロスオーバーエピソードにゲスト出演している。
マーティン・“マーティ”・ディークス (Martin "Marty" Deeks)
演 - エリック・クリスチャン・オルセン、日本語吹替 - 坪井智浩
ロサンゼルス市警察（LAPD）との連絡係→ OSP特別捜査官現場対応チーム捜査官(後述)。初登場時は潜入捜査を主な任務とする一端の刑事だったが、後にドムの後任を探していたヘティの意図によってNCIS勤務となった。おちゃらけた性格でサムやパートナーのケンジーを苛立たせることもしばしば。序盤では潜入捜査官としての自覚が薄く、毎日の習慣を変えなかったためテロリストに銃撃され重傷を負う。清潔感のない髪型をしており、それを活かしてホームレスに変装し、容疑者を待ち伏せたり情報を収集する事がよくある。衣服どころか体臭までホームレスになりきってケンジーを辟易させたこともある。幼少期に父親から虐待を受けており、11歳の時に父親をショットガンで撃った過去を持つ。父親はその後服役していた。男癖の悪い母親がおり、エクササイズのコーチなどを連れ込んで度々ディークスを辟易させているが、たった一人の親と言う事もありディークス本人は大切にしているようである。刑事になる前は公選弁護人をしていて、弁護士資格を持っている事は自他共に度々話題にしている。肩書きはLAPDの刑事であるが、OSPチームに徐々に溶け込み専らNCIS職員と同様の任務をこなしている。その後、LAPDの予算縮小で連絡係が廃止され、NCISアカデミーを受験するには年齢超過だったがヘティの口添えによって入学、連絡係ではなく正規のNCIS捜査官となった。しかしLAPD内部では浮いた存在であり、他の刑事から「ディークスを引き取ってくれてありがとう」と言われたり、上司からは警察署に戻る度に「早く髪を切れ」と言われるなど散々な扱いを受けている。過去の事件が原因で、内務調査課の刑事から執拗な取り調べを受けることになってしまうが、その事件に関連して元娼婦の情報提供者の家賃を肩代わりするなど責任感のある一面もある。モンティと言う名前の警察犬を飼っており、爆弾の捜索などで活躍している。ディークス本人もその風貌からチームメイトに犬扱いされており、サムからは「ディークスをちゃんと洗ったか？」などとからかわれている。ケンジーとは捜査でコンビを組んでおり、悪口を言い合う仲だったが徐々に惹かれ合い、後に結婚して、二人で捜査官をしながら「スクイッド・アンド・ダガー」と言うバーを経営している。口癖は「トゥシェ」。事件での突入時はロサンゼルス市警と名乗る時もあればNCISと名乗る時もある。その後正規職員になった後はNCISと名乗るように統一された。本人の立場的な問題で、銃撃などで負傷した場合は警官に対する暴行ではなく、連邦捜査官に対する暴行(より罪が重い)となっている。

#### 過去の主要レギュラー
エリック・ビール (Eric Beale)
演 - バーレット・フォア、日本語吹替 - 保村真
OSPのITオペレーター。司令室からコンピュータを駆使しての情報収集や機器の遠隔操作などでチームをサポートしている。腕は一流であり、現場対応チームの無茶な依頼や行動にも大抵は即座に応えている。
勤務後すぐに海へ出かけられるようにラフな格好 で出勤しており、そのやや軽い言動も相まって司令室を訪れた高官（キルブライド退役海軍大将）からは奇異の目で見られている。
事件の発生をオフィスの2階からチームに知らせるのが毎度の役目で、その手段は口笛、法螺貝、エアホーン、金管楽器など多岐にわたる。
いわゆるギークであり、スタートレックシリーズのファン。司令室の事はスタートレックシリーズに登場する宇宙船のブリッジのように思っており、よくそれに関連した小ネタ（コバヤシマル・シナリオ等）を披露するが相手には通じないことが多い。日本のアニメなどのサブカルチャーに詳しく、NARUTO -ナルト-のファンでもある（ボートハウスのWiFiパスワードを「TEAM8NARUTO」に設定していたり、潜入中に誘拐された際には、ネルに気づいてもらう目的で公園の防犯カメラの前で「ナルト走り」をしたりしている）。コスプレが趣味でコスプレ関連のSNSに自分のページを持っている。シーズン2にて初めて現場に出て潜入捜査を行うが、いきなり殺されかかるという災難に遭っている。
その後シーズン7で現場に出た際は、（コール オブ デューティーのやり過ぎで）閃光弾を敵に投擲したりしている。“防弾ビール“(Bulletproof)と言う二つ名を自称しているが、誰にも呼んでもらえていない。
元々はサンフランシスコのIT企業で働く事が夢であった。潜入捜査中に作ったIT関連の人脈から起業を持ちかけられ、シーズン12最終話でネルとともに東京で起業するためNCISを去った。
ペネロピ・“ネル“・ジョーンズ (Penelope "Nell" Jones)
演 - レネー・フェリス・スミス、日本語吹替 - 川澄綾子
シーズン2から登場する情報分析官。エリックとともにチームをサポートする。グレンジャーによるとIQがずば抜けて高く、複数のシンクタンクからスカウトがあった（いわゆるギフテッド）。
他人の話の腰を折ってオチやおいしいところを先に言ってしまい、それでしばしば他人を閉口させる癖があるが、それは彼女がタイプAの性格特性（野心的でせっかちな性格）とグレーゾーンのADD（注意欠陥障害）を合わせ持っている為である。シーズン3では初めて潜入捜査を行い、以降しばしば現場捜査官としても活躍する。絞め技で敵を気絶させるなどの格闘戦も出来るため“ネルヴァリン“の二つ名を持つ。
同じく政府機関で働いている姉のシドニーがいるが、子供の頃にイジメられていたため関係はギクシャクしている。母親が心臓の病気で倒れた為、シーズン10からはLAと病院を行き来する生活を送っている。
長年OSPチームをサポートしてきたネルであったが、心境の変化と共に自らの適性を疑問視するようになり、またヘティの人を駒のように操る姿勢に「自分は同じようにはなれない」と感じ退職を申し出る。シーズン12最終話でエリックに東京のIT企業の役員に指名され、エリックとともにNCISを去った。
ララ・メイシー (Lara Macy)
演 - ルイーズ・ロンバード、日本語吹替 - 塩田朋子
パイロット版のみ出演のOSP管理部長。
元海兵隊MP中尉で、MP時代に同じ基地の一等軍曹だったギブスをあるメキシコの事件で捜査していたことがあり、その経緯もあってギブスとは微妙な間柄だった。2人の間の雰囲気に気づいたカレンには何も語らなかったが、心を見抜いたネイトには事情を話していた。
パイロット版のエピソード後にOSPからNCISのマルセイユ防衛部門に異動。その後のエピソードは『NCIS 〜ネイビー犯罪捜査班』シーズン7・第23話に続く。
ドミニク・“ドム”・ヴェイル (Dominic "Dom" Vail)
演 - アダム・ジャマル・クレイグ、日本語吹替 - 小田柿悠太
OSPの新米捜査官。愛称は「ドム」。現場には出ているがサムに護身術を教えてもらっていたりと、未だ研修の域を出ない。
帰宅途中で何者かに拉致されて行方不明であったが、後に犯人の声明により生存が確認されたことで救出作戦が実行される。逃亡に成功し、救出に駆け付けた捜査官達と合流するも、直後の銃撃戦の中でサムを庇って被弾し、殉職した。
ネイト・ゲッツ (Nate Getz)
演 - ピーター・キャンバー、日本語吹替 - 神奈延年
OSPの心理学者。表情を読むことで容疑者の嘘を暴いたり、チームの精神的なケアを担当している。
役割上現場に出ることはほとんど無いが、現場捜査に憧れを抱く一面も持つ。
シーズン2序盤でチームを去るが、後にヘティの密命でアフガニスタンや中東のテロリストを探る諜報活動に従事していることが明らかになった。
その後はプロファイラーとして活動し、OSPにも度々やってくる。
オーウェン・グレンジャー (Owen Granger)
演 - ミゲル・フェラー、日本語吹替 - 田中正彦
シーズン3より登場するNCIS副局長（Assistant Director）。新たに副局長職に就きOSPに赴任。ヘティとは旧知の間柄らしく一緒に任務をしていたことがある。
表向きはカレンのチーム監視のためにNCIS局長のヴァンスが送り込んだことになっていたが、ケンジーの父で自身の友人でもあったドナルドが殺された事件を調べる為にLAにやってきた。ヴァンスに仕事ぶりが評価され、事件解決後もLAに残ることになった。馴れ合いを嫌う無口な男で、親しい者以外に名前で呼ばれる事を好ましく思わないため「副局長と呼べ」と言う。ただし、心を許し認めた者には逆に「グレンジャーと呼べ」と言う。違法な作戦であっても必要があるなら自分が責任を取る覚悟で指示をしたり、爆弾処理の際に防護服を着て破裂する雷管の上に覆いかぶさるなど、仕事に対しては一本筋が通っており目的のために手段を選ばない姿勢を取る。諜報員時代にベトナムで枯葉剤に曝露し、その影響で病魔に蝕まれていた。過去に北朝鮮の女性スパイとの間に娘を儲けたが、成人するまで父親として関わることは出来ず、その娘もジェニファー・キムと名乗る工作員となっていた。グレンジャーはジェニファーが工作員をやめ、協力者としてアメリカで暮らすことが出来るように尽力する。シーズン8第15話で任務中に刺され重体となるが、「もう入院生活は十分だ。自分にはまだやり残した事がある」と置き手紙をヘティに残し病院から姿をくらませる。その後、隠れ家で生活している娘のもとを訪れ、しばらく一緒に生活したのち、枯葉剤の後遺症で死去したことがシーズン9第15話で明らかになった。
シェイ・モーズリー (Shay Mosely)
演 - ニア・ロング、日本語吹替 - 根本圭子
シーズン9・10に登場。行方不明となったグレンジャーの後任の副局長（Executive Assistant Director, EAD）。仕事の進め方が強引な人物で、秘書のヒドコを重用し、管理部長ヘティの不在中にオフィスを自分流に改装したり、チームとの信頼関係を重視しないためOSP内の空気をギクシャクさせる。過去に武器商人ウィリアムズと素性を知らずに息子デリックを儲け、そのデリックをウィリアムズに連れ去られて5年以上も引き離されている為、息子の奪還に執念を燃やしている。シーズン9終盤では、息子を奪還するため私情で無謀な作戦にチームを投入し、犠牲者を出してしまう。シーズン10では前述の作戦に対し責任を追及されるが、サムやサムの友人で元SEAL隊員のトムを利用し、息子を連れて姿を消してしまう。
ハーレイ・ヒドコ (Harley Hidoko)
演 - アンドレア・ボルドー、日本語吹替 - 川上彩
シーズン9に登場。副局長モーズリー付きの秘書（Executive Assistant to the EAD-PAC）を務める特別捜査官で、戦闘経験を持つ元海兵隊二等軍曹。OSPチームメンバーからはモーズリーとセット扱いされ警戒されるが、捜査で才能とチームプレイを認められ徐々に打ち解ける。黒人女性だが、アフガニスタンで従軍中に日系人海兵隊員と結婚したため日系の姓を持つ（夫とは戦闘で負傷し死ぬ直前に従軍聖職者の立ち会いで結婚した為、未亡人）。シーズン9終盤でモーズリーの息子を救出するため、単身メキシコ・シナロアに乗り込むが、カルテルに拉致され、舌を切られた上に頭巾を被せられ、ガソリンをかけられ火を付けられて焼死。燃え残りの骨をカレンとサムに発見される。

### その他準レギュラー出演者
レオン・ヴァンス (Leon Vance)
演 - ロッキー・キャロル、日本語吹替 - 中村秀利 / 佐久田脩
『NCIS 〜ネイビー犯罪捜査班』のレギュラー出演者。NCIS局長。普段はビデオ会議でのみの登場だが、重要な事件の際はLAに出向いてOSPに自ら任務の指示を与えることもある。ドムの殉職直後には報告書の催促を表向きの理由にし、チームの様子を見にわざわざLAにやってきた。
マイク・レンコー (Mike Renko)
演 - ブライアン・エイヴァーズ、日本語吹替 - 花輪英司
OSP特別捜査官。数ヶ月に及ぶ潜入捜査を担当。
パイロット版では、停泊ボートでの監視任務中にギブスからボートのヤスリのかけ方が違うと注意されていた。
シーズン3第23話で潜入捜査中に狙撃され殉職した。
ローレン・ハンター (Lauren Hunter)
演 - クレア・フォーラニ、日本語吹替 - 加藤優子
シーズン2終盤から登場するOSP特別捜査官。シーズン2のエピソード「別人」でヘティが辞職したとき、その後任としてOSPに赴任してきた。カレン達とは反りが合わず、捜査方針を巡って度々衝突する。
語学に堪能で英語以外に6ヵ国を話すことができる。
シーズン3序盤ではヘティに代わり、一時的にOSPの臨時管理部長を代行していた。その後、潜入捜査のためチームを離れる。シーズン3第23話で車の運転席に縛り付けられ、仕掛けてあった爆弾の爆発により殉職した。
約30年前、施設にいた彼女をヘティが引き取り、育てたことがシーズン3の最終話で判明した。
モーワッド・デュサ
演 - ロナルド・オーギュスト
通称「モー」。サムがソマリアの救出任務で殺したスーダン人の民兵の息子。彼の父親を殺した贖罪としてサムは孤児となった彼をアメリカに連れてきて、弟分として面倒をみている。
自分の父親がサムに殺されたことを知ると、サムに不信感を抱き彼のもとを去る。行方不明になった後、イスラム過激派のテロ集団に参加している。
ドムの誘拐事件に関わっていたが、密かに脱出の手助けをした。逃亡の後に捕まり、刑務所に送られる。刑期短縮を条件にテロ集団「イスラム教徒の戦士」リーダーの弟アブドゥル・ハバザに近づく契約をヘティと交わしていたが、アブドゥルの拷問により殺害されてしまう。彼の死は、サムに大きなショックを与えることとなった。
アルカディ・コルチェック (Arkady Kolcheck)
演 - ヴィト・ルギニス、日本語吹替 - 仲野裕
カレンの父親ニキータ・レズニコフと共に人々を旧ソ連からアメリカに脱出させる手助けをしていたLA在住のロシア人(元KGB　現FSB)。酒好きで女好きな性格。
アナスタシア・コルチェック (Anastasia Kolcheck)
演 - バー・パライ、日本語吹替 - 中井美琴
アルカディの娘。元シカゴ市警の殺人課刑事で、臨時にOSPに加わり潜入捜査に参加することもある。紆余曲折あった後にヘティの紹介でATF捜査官となるが、丸腰の武器商人シドロフを射殺してしまい、故殺で有罪となり刑務所に収監される。後に同房の囚人ケイト・ミラー（正体はロシア人スパイのカティア・ミラノヴァ）と共謀し脱獄。その目的は捕虜交換でロシアに引き渡されたカレンの父ニキータを探すことだった。
アナトリー・キルキン (Anatoli Kirkin)
演 - ラヴィル・イシヤノフ
ロシア・マフィアのボス。同性愛者で、潜入捜査でロシア浴場に潜入していたディークスを気に入ってしまい、その後事あるごとにディークスを追いかけ回すのでチームからは半ばネタ扱いされている。ロシア絡みの事件で情報提供をさせられたり取引に使われたりと不運な役回りの人物。ディークスとケンジーの結婚式に乱入した上にもらい泣きしてしまうと言う涙もろい一面もある。シーズン12、第14話でディークスを銃撃から庇い死亡。
ヴォスタニク・サバティーノ (Vostanik Sabatino)
演 - エリク・パラディーノ
CIA諜報員で、敵の欧米人テロリスト“ホワイト・ゴースト”を殺害するためアフガニスタンで活動している。ケンジーから裏切り者ではないかと疑われてしまうが、作戦はアメリカ政府に都合の悪い人間を始末するためのCIAの内部工作だった。後のシリーズにも度々登場し、紆余曲折ありつつもOSPチームを渋々ながら手助けしている。その後、保安官補佐となる。
ニキータ・アレクサンドル・レズニコフ (Nikita Aleksandr Reznikov)
演 - ダニエル・J・トラヴァンティ
カレンの父親で元KGB諜報員。アルカディと共に人々を旧ソ連からアメリカに脱出させる手助けをしていた。カレンの母親はCIA、父親のニキータはKGBの諜報員であったため、生き別れになってしまったカレンは父親も自分の名前も知らずに育つことになった。フルネームを含めたカレンの出自を知る唯一の人物。
クイン / ミシェル・ハンナ
演 - アーンジャニュー・エリス
サムの妻で、CIAの諜報員。二人の子を持つ母であり現役を退いてはいるが、クインと言う偽名を持ちロシアの武器商人シドロフの愛人を装うなどOSPチームの潜入捜査に協力している。シーズン8でサムに恨みを持つタヒア・カレドに誘拐され、窒息死させられてしまう。
ルイス・オチョア
演 - イーサイ・モラレス
NCIS局長代理。シーズン10の第8話より登場。

### 登場する敵
アブドゥル・ハバザ
演 - ハキーム・ケイ＝カジーム
シーズン2に登場。イエメンのテロリスト組織のボス。
マティアス・ドレーゲル
演 - ユルゲン・プロホノフ
シーズン2とシーズン6に登場。ヘティの旧敵。
アレクサ・コメスク
演 - クリスティン・ローズ、日本語吹替 - 小宮和枝
シーズン2とシーズン3に登場。コメスクファミリーのボス。
タヒア・カレド
演 - アンスレム・リチャードソン
シーズン3からシーズン8に登場するスーダンのテロリストで独裁者。サムの名前の読み方に訛りがあり、発音がおかしい（サムハンナと繋げて呼ぶ）。
潜入捜査により妹を誑かしたとサムを逆恨みしており、後々まで執拗にサムの妻子に危害を加え、サムの妻ミシェルを手に掛ける。
私怨を晴らすためなら一般市民など無関係の人間を巻き添えにすることも厭わない性格。
ミシェルの遺体を強奪してサムを誘い出そうとするが、妻を殺されたサムに追跡され爆死した。
カメレオン / ザヒド・デグラモン / マルセル・ジャンヴィエ
演 - クリストファー・ランバート、日本語吹替 - 堀勝之祐
シーズン3からシーズン5に登場。フランス系モロッコ人の武器商人。OSPが半年前に壊滅させたギャング組織のボス。
レンコーとハンターを死に追いやった張本人。カレンによって瀕死の重傷を負わされたことを逆恨みし、チームに近づいた。後にチームによって捕らえられるが、NSA分析官を人質に取り、自身の釈放を要求した。
ピーター・クレアモント
演 - スペンサー・ギャレット
シーズン3に登場。ケンジーの父を殺した連続殺人犯。
アイザック・シドロフ
演 - ティモシー・V・マーフィー、日本語吹替 - 山野井仁
シーズン4とシーズン5に登場。ロシア人の武器商人。CIAの諜報員クイン（サムの妻ミシェル・ハンナ）の潜入協力によりOSPチームに追い詰められ射殺される。
ナシム・ヴァジリ
演 - アロン・アブトゥブール、日本語吹替 - 斉藤次郎
シーズン4とシーズン5に登場。アイザックと接触したイラン政府の仲介人。
アブラム・ソコロフ
演 - コスタス・マンディロア
シーズン9に登場。ロシア新興財閥（オリガルヒ）の関係者で薬物や武器の密輸、資金洗浄の容疑で捜査される。ATF捜査官アナ・コルチェックに丸腰の状態で撃たれ死亡。

### その他
ローズ・シュワルツ (Rose Schwartz)
演 - キャスリーン・ローズ・パーキンス、日本語吹替 - まつだ志緒理
検視官。
アビゲイル・“アビー”・シュート (Abigail "Abby" Sciuto)
演 - ポーリー・ペレット、日本語吹替 - 愛河里花子
『NCIS 〜ネイビー犯罪捜査班』のレギュラー出演者。NCIS科学捜査分析官。愛称は「アビー」。シーズン1第5話と第9話にゲスト出演。
ダニー・“ダノ”・ウィリアムズ (Danny "Danno" Williams)
演 - スコット・カーン、日本語吹替 - 山路和弘
『HAWAII FIVE-0』のレギュラー出演者。シーズン3第21話のクロスオーバーエピソードにゲスト出演。
チン・ホー・ケリー (Chin Ho Kelly)
演 - ダニエル・デイ・キム、日本語吹替 - 新垣樽助
『HAWAII FIVE-0』のレギュラー出演者。シーズン3第21話のクロスオーバーエピソードにゲスト出演。
アンソニー・“トニー”・ディノッゾ (Anthony D. "Tony" DiNozzo Jr.)
演 - マイケル・ウェザリー、日本語吹替 - 森宮隆
『NCIS 〜ネイビー犯罪捜査班』のレギュラー出演者。NCIS特別捜査官、現場対応チーム上級捜査官。シーズン7第5話に出演。
A・J・チェグウィデン
演 - ジョン・M・ジャクソン、日本語吹替 - 星野充昭
『犯罪捜査官ネイビーファイル』のレギュラー出演者。元海軍少将。シーズン8の第15話から登場。LA支局の支援の為にへティから呼ばれる。
ハーモン・“ハーム”ラブ・ジュニア
演 - デヴィッド・ジェームズ・エリオット
『犯罪捜査官ネイビーファイル』のレギュラー出演者。海軍大佐、空母アリージャンス副長。シーズン10の第23話から複数回登場。

## エピソードタイトル
| シーズン | シーズン | エピソード | 米国での放送日 | 米国での放送日 |
| シーズン | シーズン | エピソード | 初回           | 最終回         |
| -------- | -------- | ---------- | -------------- | -------------- |
|          | Pilot    | 2          | 2009年4月28日  | 2009年5月5日   |
|          | 1        | 24         | 2009年9月22日  | 2010年5月25日  |
|          | 2        | 24         | 2010年9月21日  | 2011年5月17日  |
|          | 3        | 24         | 2011年9月20日  | 2012年5月15日  |
|          | 4        | 24         | 2012年9月25日  | 2013年5月14日  |
|          | 5        | 24         | 2013年9月24日  | 2014年5月13日  |
|          | 6        | 24         | 2014年9月29日  | 2015年5月18日  |
|          | 7        | 24         | 2015年9月21日  | 2016年5月2日   |
|          | 8        | 24         | 2016年9月25日  | 2017年5月14日  |
|          | 9        | 24         | 2017年10月1日  | 2018年5月20日  |
|          | 10       | 24         | 2018年9月30日  | 2019年5月19日  |
|          | 11       | 22         | 2019年9月29日  | 2020年4月26日  |
|          | 12       | 18         | 2020年11月8日  | 2021年5月23日  |
|          | 13       | 22         | 2021年10月10日 | 2022年5月22日  |

## 作中における日本文化の描写
日系人や日本人が多く住むカリフォルニア州ロサンゼルスを舞台とした作品のため、本作では日本文化や日本食などが頻繁に描写されており、時には実在の寿司店や実在のラーメン店が劇中で紹介されることもある。
例として、指圧（シーズン1第14話、シーズン5第8話）、大正三色（シーズン1第14話）、剣道の稽古（シーズン3第12話）、イカそうめん、イクラ、ルイベ、ロサンゼルスに実在する寿司店「Sushi Sasabune」の寿司職人ノビ・クスハラ（シーズン5第16話）
うどん、ヤクザ（シーズン5第17話）、日本警察の特殊部隊（SAT）（シーズン8第19話）、日本の漫画作品NARUTO -ナルト-（シーズン11第2話、第9話）
ラーメン、リトル・トーキョーに実在するラーメン店「Shin-Sen-Gumi」（シーズン11第17話）など。

## スタッフ
- 制作総指揮 - シェーン・ブレナン

## スピンオフ
NCIS:LAのスピンオフ作品として「NCIS:RED」が本放送に先駆け、NCIS:LA シーズン4の第18話と19話の前後編でパイロット版が放送された。
しかし、NCIS:REDのスピンオフは延期。パイロット版のみで独立しての連続ドラマ放送見送りとなった。